# 新算学馆——奎文阁
奎文阁，也被称作新算学馆，是浏阳文庙的一个重要组成部分，坐落于该建筑群的西侧山坡上，占地400平方米。这个建筑的历史可以追溯到清道光二十三年(1843)。到了清光绪二十三年(1897)，一群包括包括谭嗣同、唐才常和欧阳中鹄在内的改革者，在这里创立了致力于自然科学教育的群众组织浏阳算学社,将这个地方从一个专注于儒家经典的场所转变为了一个教授自然科学的学术平台。